# Affréteur
Un affréteur est une personne ou une société (anglais : Disponent owner ou Charterer) qui loue un navire, un avion, un camion, etc. pour un temps déterminé (affrètement à temps), ou pour un voyage particulier (affrètement au voyage). Dans le domaine maritime on fait une autre distinction : l'affrètement coque nue, dans ce cas l'affréteur loue un navire sans équipage. Dans le domaine aéronautique, on parlera alors de location coque nue ou dry lease.

## Généralités
L'activité de l'affréteur consiste à :
- recevoir et enregistrer les demandes des expéditeurs pour le transport de leurs marchandises ou le transport de passagers ;
- rechercher le moyen de transport adéquat en fonction des besoins des clients, des contraintes du transport, des caractéristiques des marchandises ou des exigences des passagers, des délais impartis ;
- établir les documents et formulaires liés au contrat de transport et à l'affrètement ;
- prendre en charge ou s'assurer de la prise en charge des opérations d'enlèvement, d'acheminement et de distribution des marchandises en collaboration avec les autres services concernés ;
- contrôler les factures et les émargés des transporteurs ;
- classer les émargés (bons de livraisons retournés par les transporteurs).

## Conditions générales d'exercice de la profession
Cet emploi s'exerce chez les opérateurs ou dans les sociétés de transport et requiert un contact avec les différents services de l'entreprise et la clientèle. Cette fonction comporte une utilisation fréquente des moyens de télécommunication (téléphone, email, télex, fax) et un recours de plus en plus systématique aux outils informatiques. Le rythme de travail exige des candidats une disponibilité en accord avec la fonction. 
Pour l’affrètement aérien destiné au transport de passagers, le syndicat des agents de voyages, les Entrepreneurs du Voyage, recommande que l’affréteur possède une immatriculation Atout France. Le législateur recommande également que l’affréteur ait une Assurance Responsabilité Civile Risque Aérien dédiée à l'affrètement aérien afin d'assurer ses clients.
Pour l'affrètement de transport de fret, aérien comme multimodal, une licence de commissionnaire de transport est nécessaire.

## Formation
Pour accéder à cette fonction, il faut posséder une connaissance approfondie de la législation et des techniques relatives au transport et maîtriser plusieurs langues étrangères. Il n'existe pas de cursus consacré à ce métier spécifique, qui relève de la logistique pour le transport de fret, et qui est le plus souvent focalisé sur le transport aérien pour le transport de passagers. Une formation continue permet également d'exercer cette profession.

## Rôle
Dans le commerce maritime international ou le transport de fret multimodal, l'affréteur, souvent appelé également "commissionnaire de transport", se présente comme un entrepreneur qui fait réaliser en sous-traitance l'acheminement de petits lots de marchandises inférieurs à un conteneur complet. L’affréteur est l’intermédiaire entre des clients qui ont des marchandises à expédier et les transporteurs. Il recherche le ou les meilleurs moyens de transport pour son client, en les combinant si nécessaire. Sa mission principale est de trouver le meilleur rapport qualité/prix pour transporter des produits (ou des voyageurs) tout en respectant les contraintes imparties (coût, temps, trajet) et dans le respect de la réglementation des transports. 

## Domaine maritime
L'affréteur est un intermédiaire indispensable au transport de marchandises. Son travail est étroitement lié à celui des autres intervenants maritime (l’armateur, le vendeur, l’acheteur, l’agent maritime et l’expéditeur, le manutentionnaire, les services de douanes).

## Domaine aérien
Pour exercer l'activité d'affréteur aérien, la règle la plus importante est, d'avoir une connaissance parfaite des caractéristiques techniques des avions utilisés dans l'aviation commerciale ou dans l'aéronautique en général, de suivre en temps réel l'évolution du marché ainsi que les contraintes industrielles ou de sécurité applicables aux appareils. Une connaissance de l'anglais, de la législation applicable et des règles coutumières du transport aérien sont indispensables ; une connaissance des compagnies aériennes et de leurs caractéristiques s'avère essentielle à l'exercice du métier de courtier aérien, aussi nommé affréteur aérien ; l'affrètement aérien implique de nombreuses règles à respecter et enfin, chaque client est si différent et affrète un avion pour de si multiples raisons que ce métier impose beaucoup de rigueur et de savoir-faire. Les courtiers (ou brokers) les plus anciens et les plus expérimentés dans le monde sont ceux qui existent depuis 20 ans et plus et qui possèdent de nombreux bureaux à l'étranger. Par exemple : Avico, Chapman Freeborn et Hunt and Palmer sont les 3 leaders de ce métier.

## Domaine routier
Dans le transport routier, l'affréteur est le prestataire qui fournit directement du fret à un transporteur ou un artisan-chauffeur. Par dérision, l'affréteur est souvent désigné comme la personne qui se charge administrativement de rechercher du fret (en lot complet ou partiel…) pour les camions d'une même entreprise de transports : on parle alors d'exploitant. Cette même tâche peut être aussi confiée aux conducteurs mais ce cas reste marginal.